# Eine dunkle Geschichte
Eine dunkle Geschichte ist eine erstmals 1956 veröffentlichte Erzählung von Luise Rinser.

## Inhalt
Der US-amerikanische Captain Bantley spricht im Konsulat in München vor, um den Tod von Major Stonebridge aufzuklären. Dessen Leiche war in seiner Wohnung entdeckt worden, wobei eine leere Morphiumflasche auf Suizid hindeutet, während das Fehlen von Geld und Wertgegenständen als Indiz für einen Mord gewertet wird. Die Sekretärin des Botschafters, zugleich Erzählerin der Geschichte, soll seine Worte protokollieren, was Bantley aber ablehnt. Der Konsul geht darauf ein, bedeutet einer Mitarbeiterin jedoch, genau zuzuhören und den Bericht später niederzuschreiben.
Bantley lernte Stonebridge 1945 bei der Überfahrt über den Atlantik Richtung Bremerhaven kennen. Nach einiger Zeit eröffnete ihm der verschlossene Mann, dass er eigentlich Steinbrück heißt und 1938 aus dem Dritten Reich fliehen musste, nun aber als Angehöriger der US-Armee wieder nach Deutschland zurückkehrt.
In München verliebte sich Stonebridge in eine attraktive Frau namens Barbara. Er überschüttete sie mit wertvollen Geschenken und musste deswegen sogar bei Bantley Schulden aufnehmen. Ohne dass ihr Liebster es ahnt, erfährt Barbara  davon und überlässt dem Captain wertvollen Schmuck aus ihrem Besitz, um die Außenstände zu begleichen. Stonebridge wurde nach einiger Zeit wieder in die Vereinigten Staaten beordert und war verzweifelt, weil er Barbara hätte zurücklassen müssen. Die einzige Alternative wäre die Niederlegung seiner US-amerikanischen Staatsbürgerschaft gewesen. Bantley teilte Stonebridges Partnerin dessen Versetzung mit, die wiederum den Major damit konfrontierte. Er starb in der darauffolgenden Nacht.
Als der Konsul aus diesem Bericht den Nachweis für Stonebridges Selbstmord erkennt, widerspricht Bantley wütend und verlässt kurz darauf das Gebäude. Der konsternierte Botschafter fragt seine Sekretärin nach ihrer Meinung und sie erklärt ihm, dass Bantley in Barbara verliebt war und wünschte, dass sein Freund abreist. Nun plagen ihn Schuldgefühle. Wohl wissend, dass dies außerhalb ihrer Kompetenzen liegt, rät sie ihm auch von einer Weitergabe des Berichts an die Polizei ab, da dies für Barbara, sofern man ihre Identität überhaupt ermitteln kann, sehr unangenehm wäre. Der Konsul lenkt ein und äußert seinerseits Mitgefühl für die Betroffenen.

## Veröffentlichungen
Das Werk war Teil des Bandes Ein Bündel weißer Narzissen, der erstmals 1956 im S. Fischer Verlag erschien. Volk und Welt gab die Geschichte im Rahmen der Reihe Erkundungen auch in der DDR heraus.

## Hörspielbearbeitungen
Eine erste Hörspielbearbeitung entstand unter dem gleichen Titel beim SFB im Jahre 1962. Die Regie führte Curt Goetz-Pflug. Es sprachen Eva Andres (Erzählerin), Arnold Marquis (Bantley) und Otto Braml (Konsul). Die Erstsendung fand am 13. März 1962 statt. Das Dokument ist in keiner ARD-Rundfunkanstalt mehr verfügbar.
Am 24. Dezember 1967 wurde im ORF eine zweite von Ferry Bauer arrangierte und von Hedwig Smola bearbeitete Fassung gesendet. Hier waren die Sprecher Christa Schwertfeger (Erzählerin), Albert Lippert (Der Konsul), Bernd Ripken (Captain Bantley), Hans Krassnitzer (Major Stonebridge) und Martha Jenisch (Barbara).